# 宮崎道雄
宮崎 道雄（みやざき みちお、1947年10月 - ）は、関東学院大学理工学部理工学科の教授であり、2008年4月～09年12月まで、関東学院大学副学長であった経歴を持つ。主な学会活動としては、2014年5月～16年5月まで、電気学会電子・情報・システム部門の部門長であった経歴を持つ。東京都世田谷区生まれ。

## 学歴
- 1971年　早稲田大学 理工学部 電気工学科 卒業
- 1973年　早稲田大学 大学院 理工学研究科電気工学専攻 修士課程 修了
- 1977年　早稲田大学 大学院 理工学研究科電気工学専攻 博士後期課程修了（工学博士）
- 1976年　関東学院大学工学部電気工学科専任講師
- 1980年　関東学院大学工学部電気工学科助教授
- 1991年　関東学院大学工学部電気工学科教授
- 2013年　関東学院大学工学部電気電子情報工学科教授退職、その後５年間は特約教授として、後進の指導にあたる。
- 2018年　完全定年退職を迎え関東学院大学を去った。

現在に至る

## 主な著書
- 宮崎道雄，佐々木博司，富沢一隆，森末道忠：「電気回路の６週間」，電気書院 ，1981年3月
- 宮崎道雄：「線形システム理論」，電気・電子工学大百科辞典第８巻，電気書院，pp.34～50，1982年11月
- 秋月影雄，宮崎道雄：「電気計算入門Ⅰ―基礎数学・電磁気学」，省エネルギーセンター，1986年6月
- 宮崎道雄：「電気計算入門Ⅱ―回路理論・制御理論」，省エネルギーセンター，1986年6月
- 宮崎道雄：「サンプル値制御」，電気工学ハンドブック（第5版），電気学会，pp.50～52，1988年2月
- 秋月影雄，宮崎道雄，花崎泉，吉江修：「回路理論／演習Ⅰ」，培風館，1995年1月
- 「電気管理士試験の傾向と対策」，省エネルギーセンター編，1995年３月
- 秋月影雄，宮崎道雄，花崎泉，吉江修：「回路理論／演習Ⅱ」，培風館，1995年7月
- 宮崎道雄，平松友康，加藤勝 ：「電気の基礎」，省エネルギーセンター，2000年2月
- 宮崎道雄：「自動制御理論」，電気工学ハンドブック（第6版），電気学会，pp.293～300 ，2001年2月
- 宮崎道雄 編著:「システム制御Ⅰ」, オーム社, 2003年11月
- 宮崎道雄 編著:「システム制御Ⅱ」, オーム社, 2004年2月
- 宮崎道雄、銭飛、簔弘幸、島田和宏:「回路理論」, 関東学院大学出版会, 2006年４月
- 「メタヒューリスティクスと応用」，相吉英太郎/安田恵一郎 編著，電気学会, 2007年10月